# 莱特日蚀双子星
萊特日蝕雙子星（英語：Wright Eclipse Gemini）是一個由英國萊特巴士車身廠為富豪B7TL、富豪B9TL、富豪B5TL及富豪B5L Hybrid底盤生產的一款雙層巴士車身。至於為富豪超級奧林匹克巴士生產的同款車身則稱為萊特探索者（英語：Wright Explorer）。
配有萊特日蝕雙子星車身的巴士於2001年首度面世，並在英國倫敦迅速普及，它取代AEC Routemaster及利蘭泰坦B15巴士。第一集團成為全英國擁有最多配有萊特日蝕雙子星車身的巴士公司。
當兩軸版本富豪B9TL巴士底盤於2006年推出後，萊特即時推出改良版萊特日蝕雙子星車身。
萊特日蝕雙子星二型車身於2009年推出，車身頭幅及尾幅經重大改良，與雙子星二型車身看齊。萊特日蝕雙子星二型車身供應予香港的九龍巴士、新世界第一巴士、城巴及新加坡，其中新加坡的日蝕雙子星二型車身於本土裝嵌。該車身的兩軸版本於停產前採用新設計L型燈咀， 因而被誤認為是萊特雙子星三型。至於三軸版本， 香港版本於2014年起採用L型燈咀， 而新加坡版本則一直沿用舊款燈咀至今。此型號兩軸版於2013年停產，而三軸版亦隨著九巴增購最後一批富豪B9TL而全面停產。
萊特雙子星三型車身於2014年推出，車身頭幅及尾幅經重大改良。面世初期只有兩軸巴士使用，直到2017年新加坡購入採用該車身的富豪B8L，該型號成為首款採用該款車身的三軸巴士。

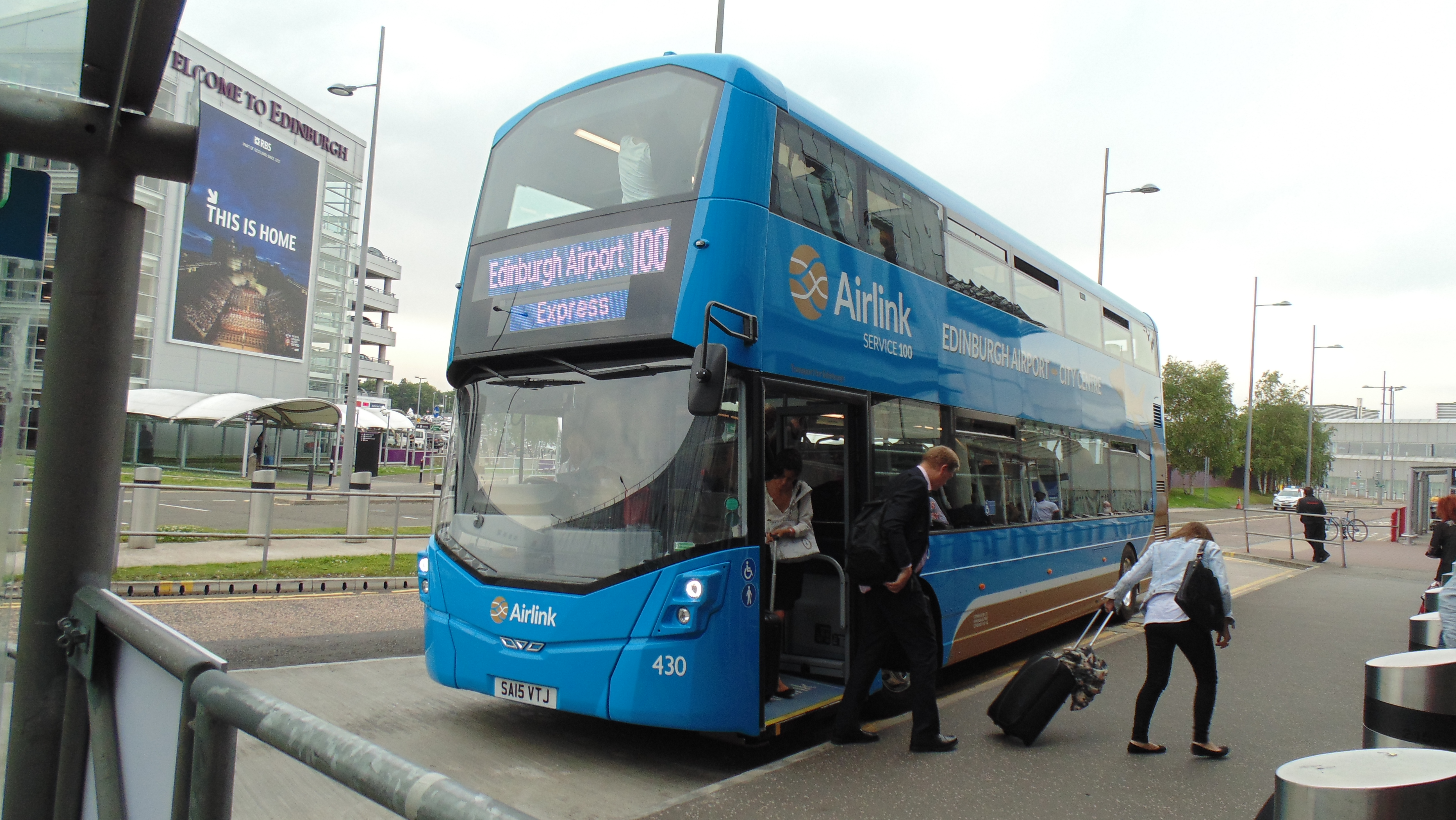
Lothian Buses配萊特雙子星三型車身的富豪B5TL，主要服務區域為爱丁堡、东洛锡安等

香港方面，九巴早前訂購的第二架富豪B8L，配置了埃及MCV EvoSeti車身而非萊特雙子星三型車身。但其後於2018年中正式購入150輛量產型，皆配置萊特雙子星三型車身，首架量產型巴士於2018年10月到港。

## 競爭對手
- 亞歷山大丹尼士Enviro 400
- 亞歷山大丹尼士Enviro 500
- 亞歷山大丹尼士Enviro 500 MMC
- 猛獅A95
- 東蘭開夏/Optare Olympus
- MCV DD103（部分英國本土的富豪B9TL採用以上2款車身，故此構成競爭）
- MCV EvoSeti（MCV DD103的代替品，部分英國本土的富豪B5TL採用此車身，部分香港本土的富豪B8L採用此車身分別有12米和12.8米，故對萊特日蝕雙子星三型構成競爭）
- MCV D123（部分香港本土的富豪B8L採用此車身分別有12米和12.8米，故對萊特日蝕雙子星三型構成競爭）
- 順豐客車（順豐客車自家車身，部分新加坡本土及香港本土的富豪B9TL採用此車身，故對萊特日蝕雙子星二型構成競爭，馬來西亞本土及澳洲本土的富豪B8L採用此車身，故對萊特日蝕雙子星三型構成競爭）

## 外部連結
- Wrightbus網頁 - 產品介紹
- 萊特日蝕雙子星圖片 （页面存档备份，存于）

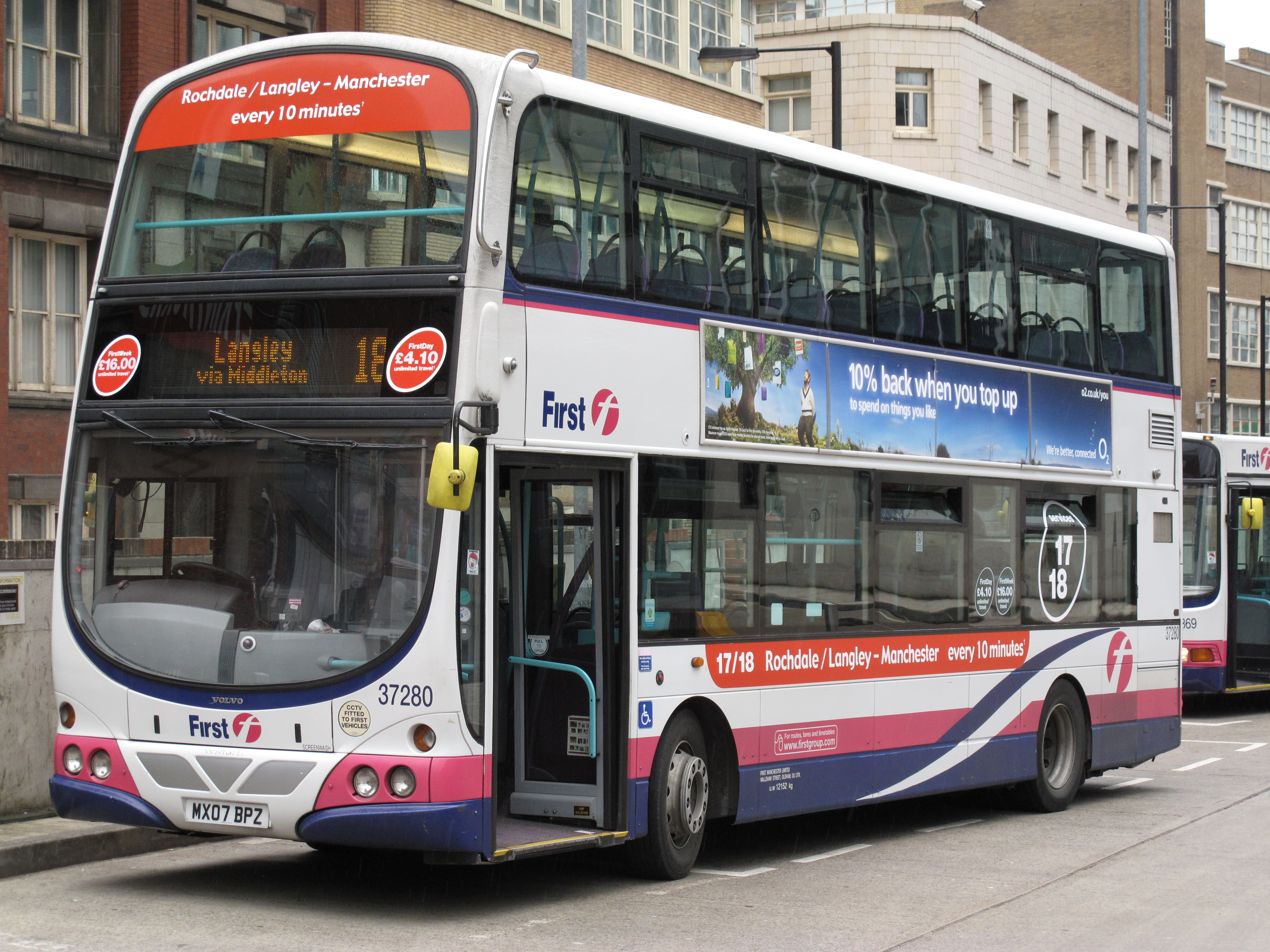
英國第一集團大曼徹斯特配萊特日蝕雙子星車身的兩軸富豪B9TL

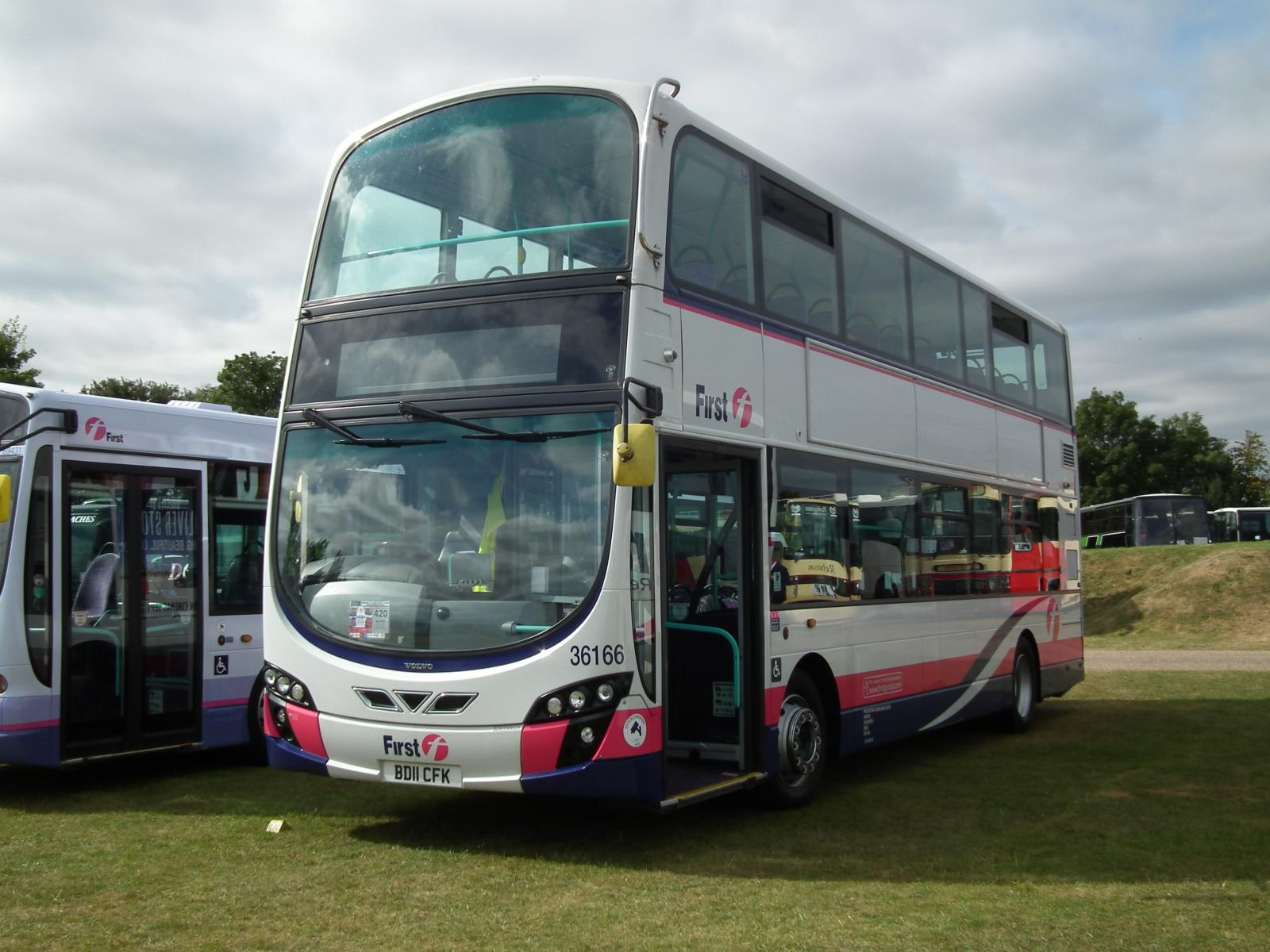
英國第一集團配萊特日蝕雙子星二型車身的兩軸富豪B9TL

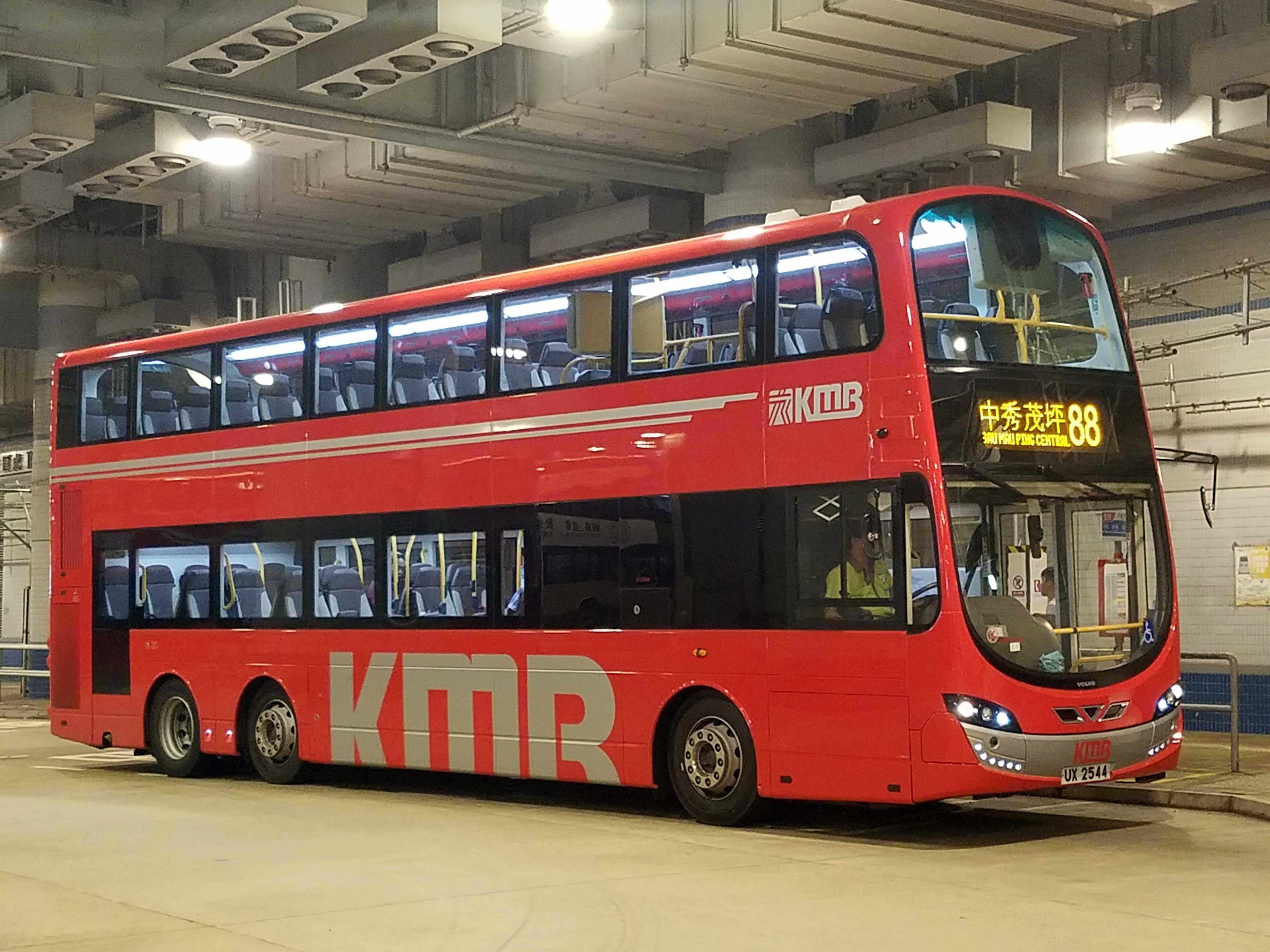
香港九龍巴士配萊特日蝕雙子星二型車身的三軸富豪B9TL

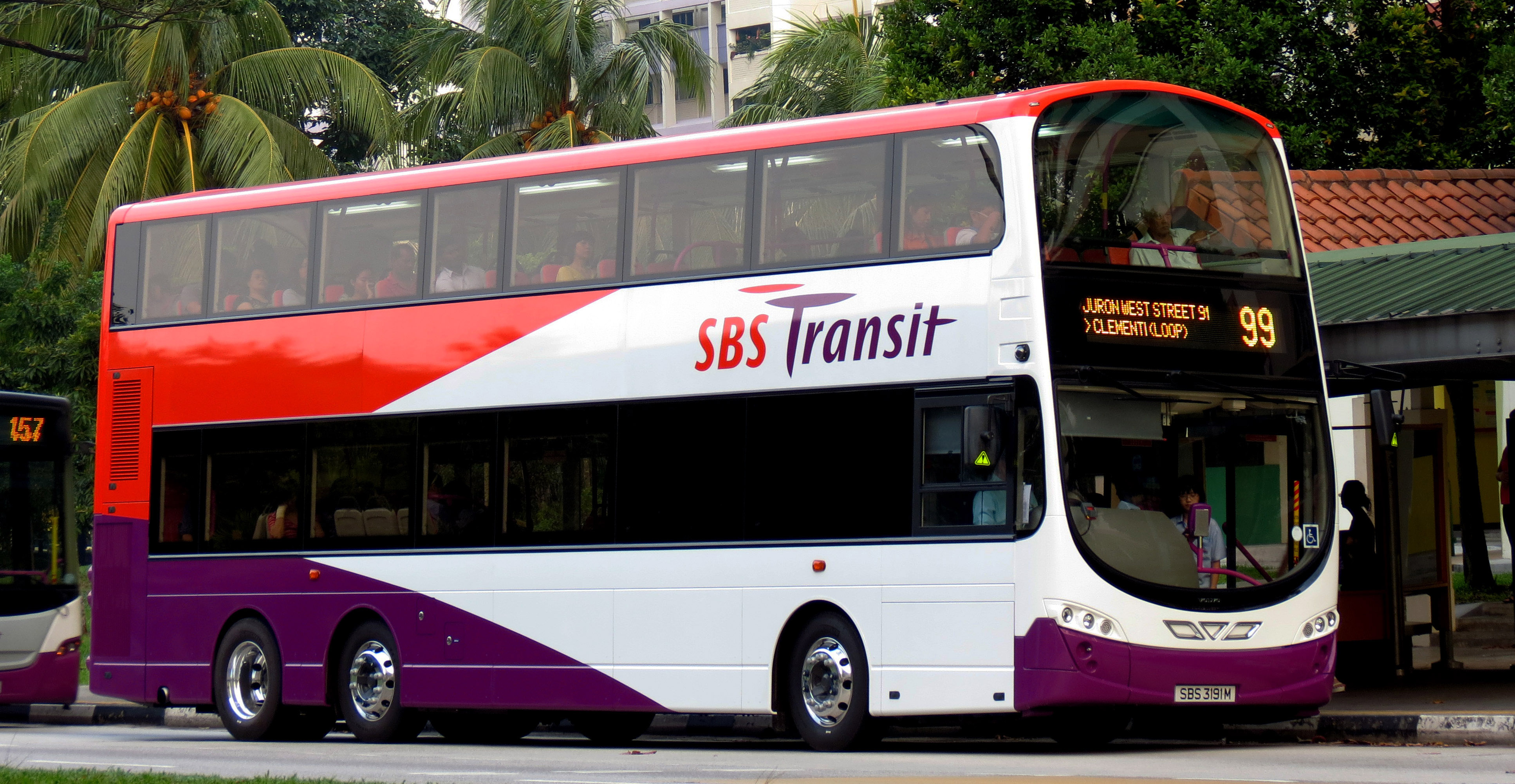
新加坡新捷運配萊特日蝕雙子星二型車身的三軸富豪B9TL

- 香港巴士大典上的相关条目：Wright Eclipse Gemini